# 茨薇塔娜·皮隆科娃
茨薇塔娜·基里洛娃·皮隆科娃（羅馬化：Tsvetana Kirilova Pironkova，1987年9月13日—）是保加利亞职业网球女运动员，2002年轉職業。她的WTA生涯最高單打排名為第31。
皮隆科娃最为人熟知的是其在大满贯赛事中三次击败大威廉姆斯（2006年澳网，2010、2011年温网）。皮隆科娃的打法特别适合草地比赛，她曾在温网闯入过四强（2010年）和八强（2011年）,相对于其他三项大满贯成绩也最为突出。
皮隆科娃在2010年溫布頓網球錦標賽闖進四強，且包括以6-2/6-3横扫大威廉姆斯，為其職業生涯最佳戰績。

## 画像

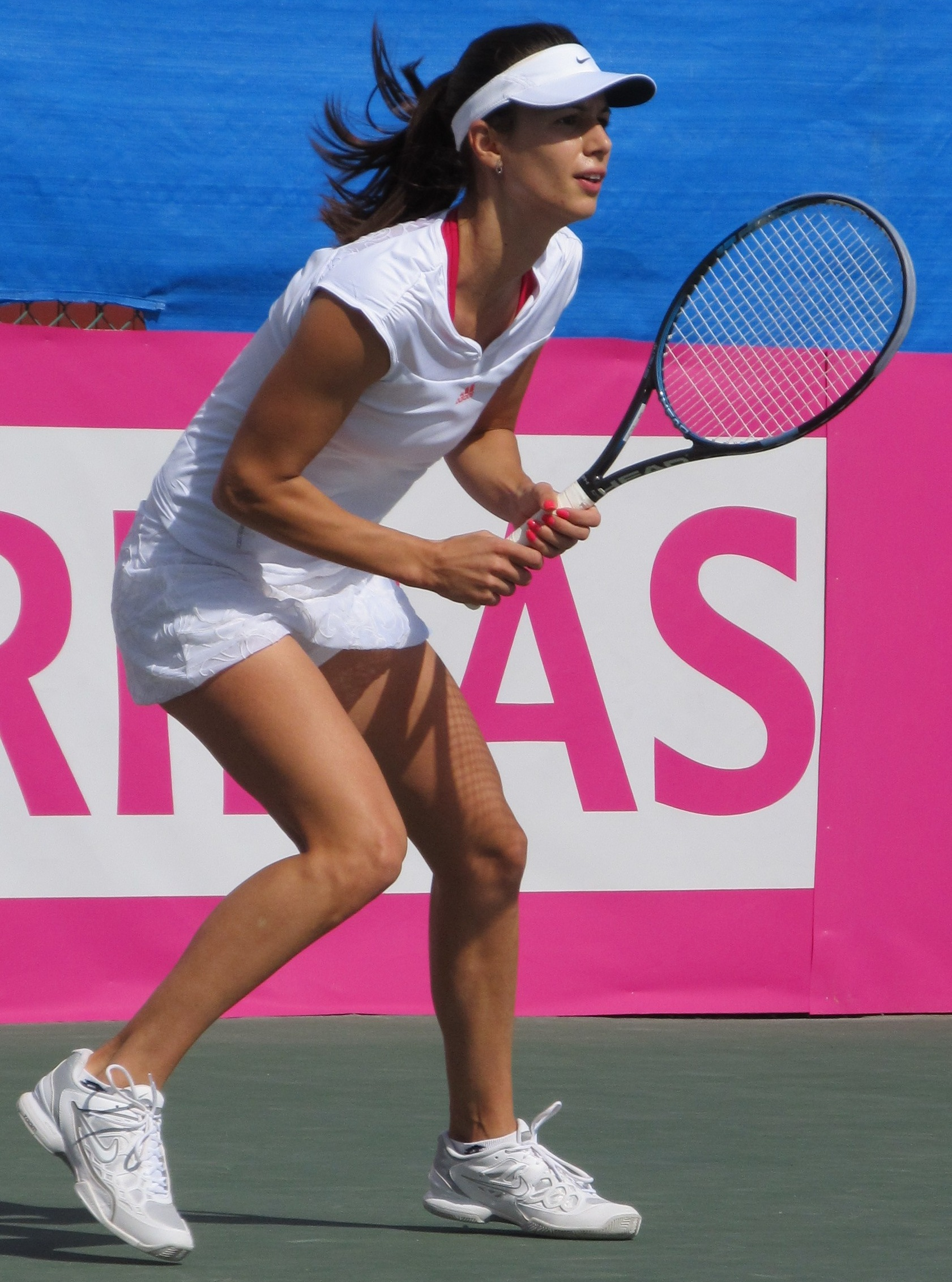
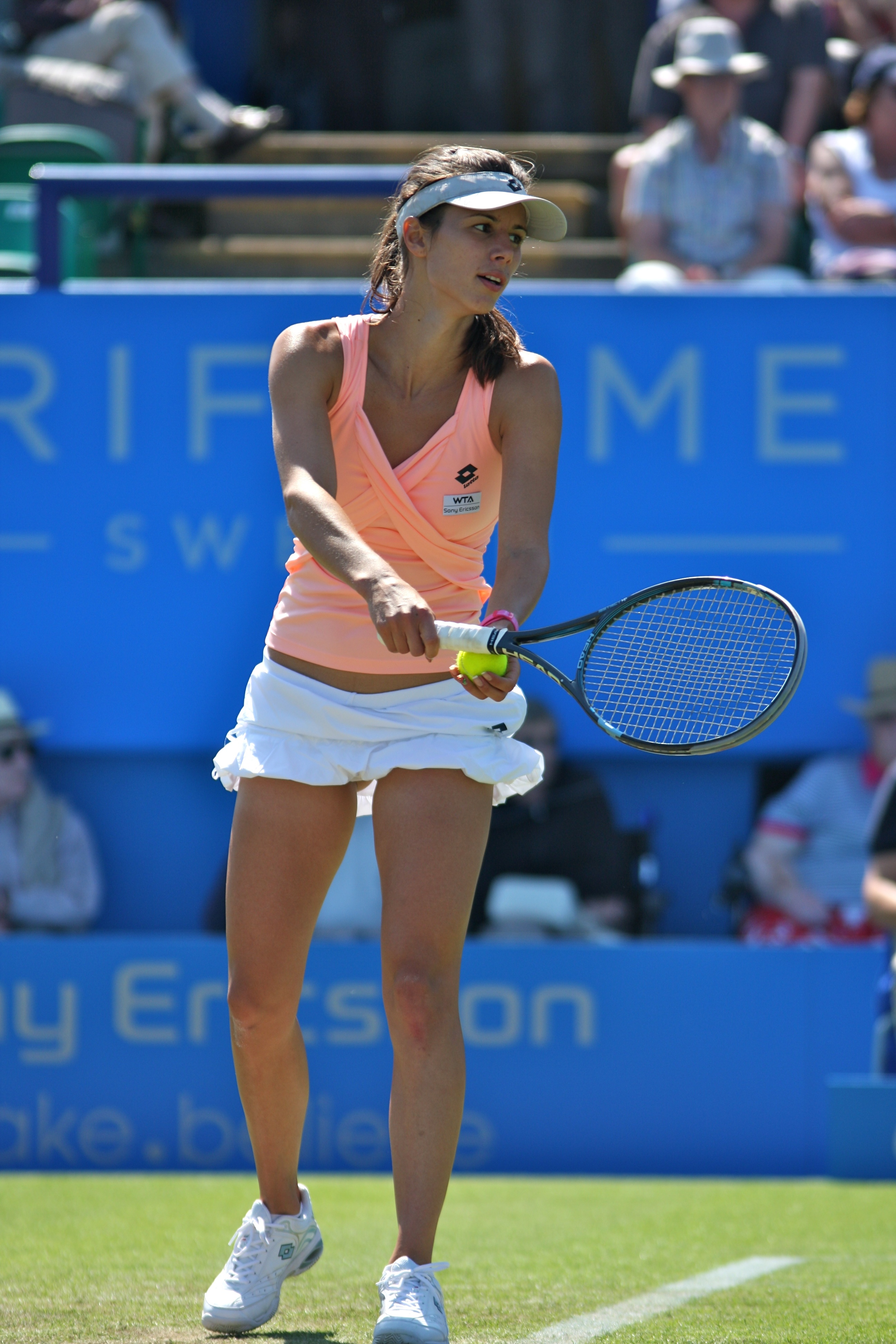
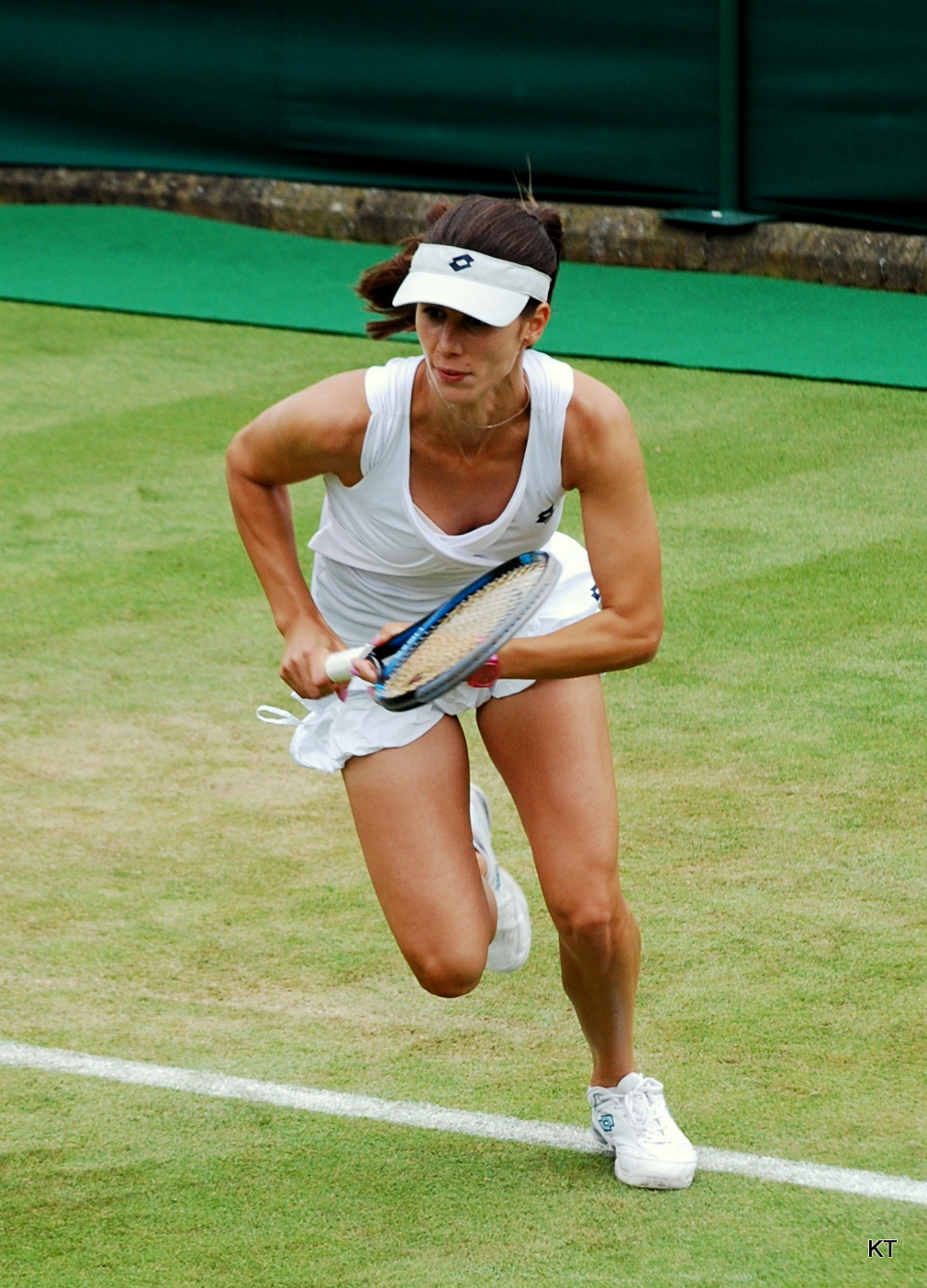
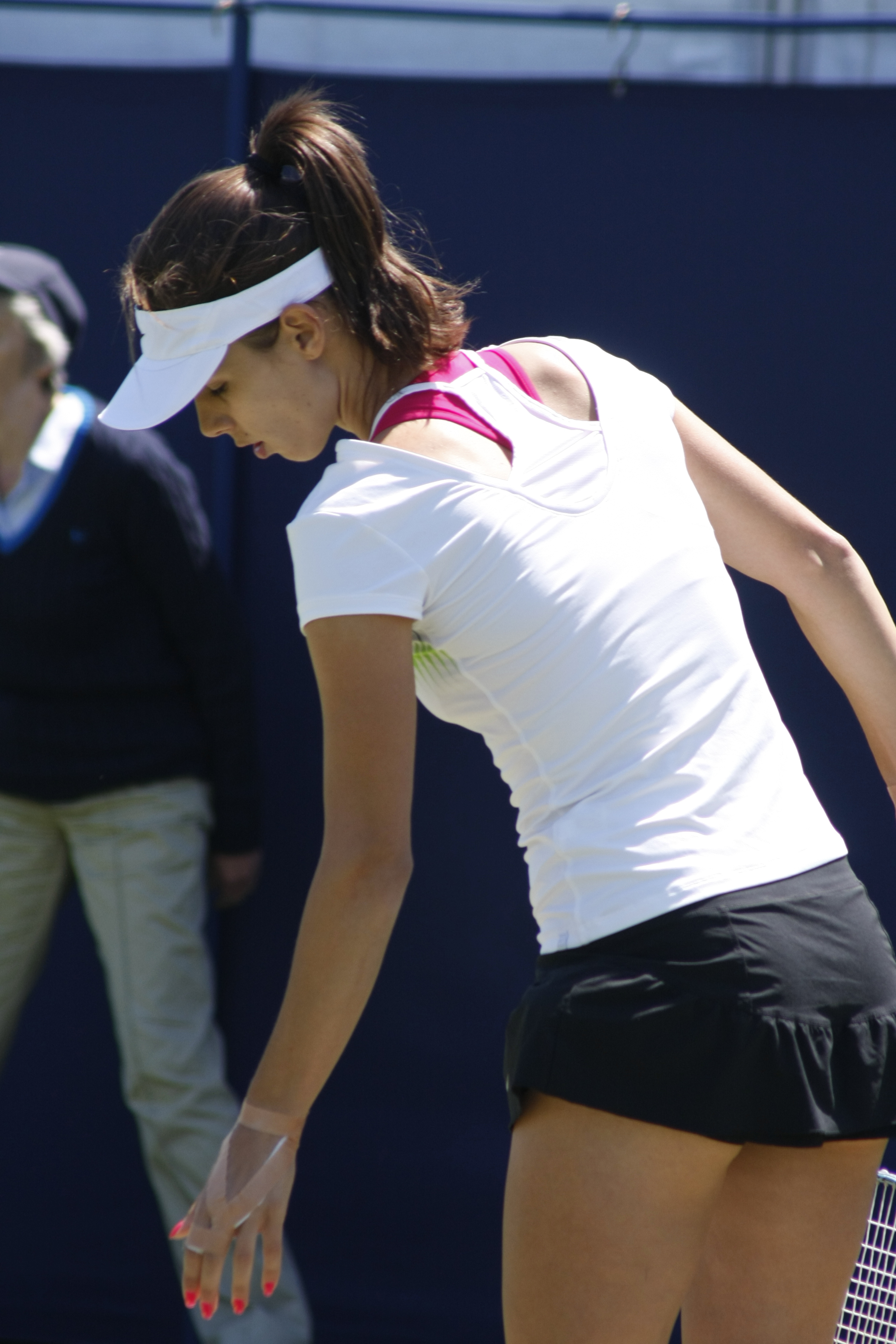

## 外部連結
- Tsvetana Pironkova - official web site
- 茨薇塔娜·皮隆科娃的国际女子网球协会官方資料（英文）
- 茨薇塔娜·皮隆科娃的國際網球總會 職業／青少年 官方資料（英文）
- Fed Cup - Player profile - Tsvetana PIRONKOVA (BUL) （页面存档备份，存于）